# Anthogorgia aurea
Anthogorgia aurea är en korallart som beskrevs av Nutting 1910. Anthogorgia aurea ingår i släktet Anthogorgia och familjen Acanthogorgiidae. Inga underarter finns listade i Catalogue of Life.